# OCAD University
Die OCAD University (ehemals Ontario College of Art & Design, kurz OCAD) ist Kanadas größte und älteste Universität für Kunst und Design. Die Universität befindet sich in Toronto an der McCaul Street südöstlich der Art Gallery of Ontario. Neben den klassischen Studiengängen mit den Abschlüssen Bachelor of Fine Arts und Bachelor of Design bietet das OCAD auch interdisziplinäre Studiengänge mit Einbindung der neuen Medien an.
1876 gründete der Kunstverein Ontario Society of Artists die Ontario School of Art. Als College (Ontario College of Art, OCA) gründete sie sich 1912, damals war das OCA die einzige Hochschule für Kunst und Gebrauchskunst in Kanada. 1945 erweitert man das Angebot um eine Designschule. Um der Bedeutung des Designs anzuerkennen, benannte die Hochschule sich 1996 in Ontario College of Art & Design um und strukturierte sich in drei Fakultäten neu: Foundation Studies (Grundstudium im ersten Jahr), Kunst und Design. Seit 2002 vergibt das College Bachelor-Abschlüsse und benannte sich 2010 in OCAD University um.

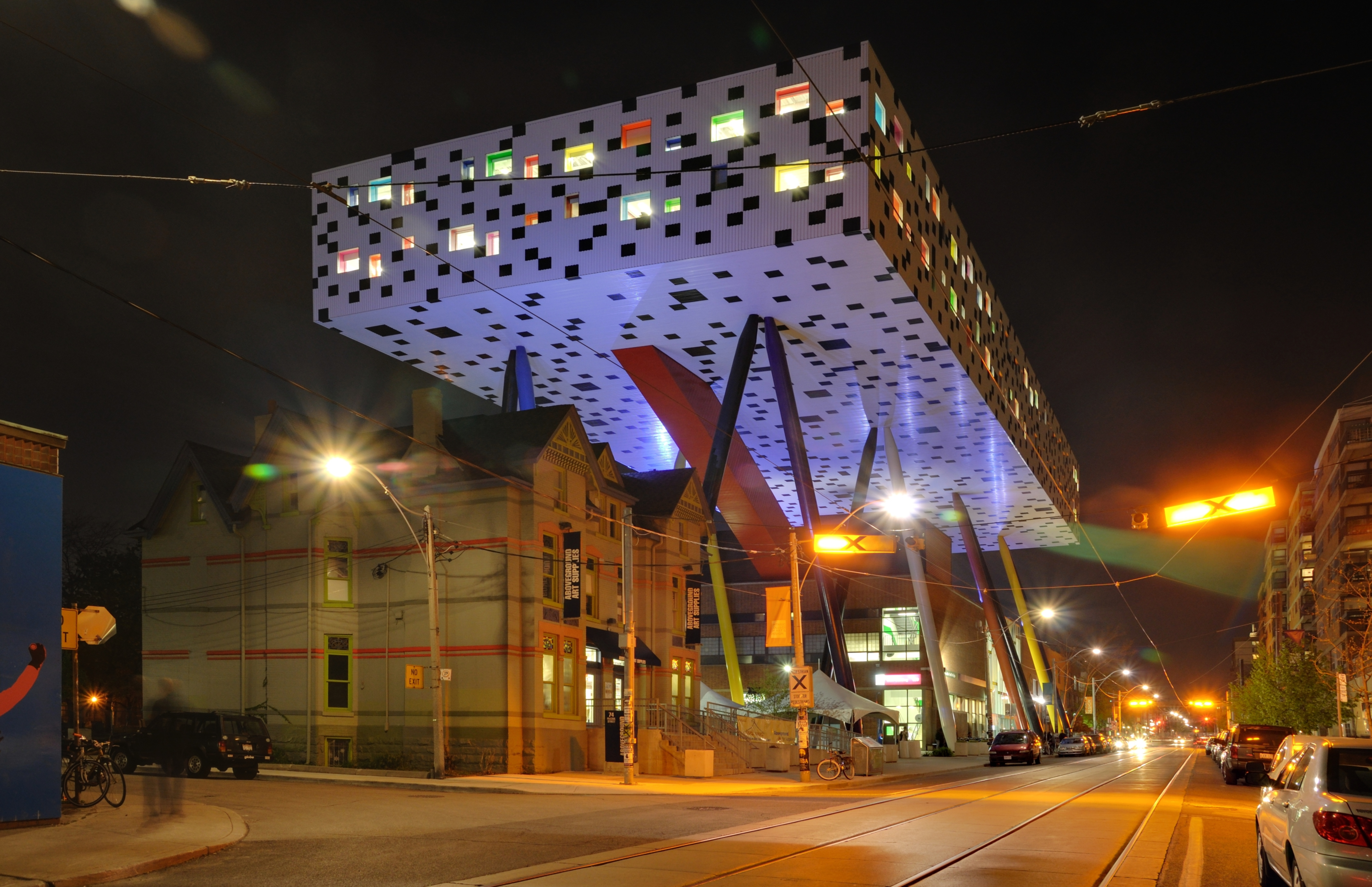
Sharp Centre for Design

Im Jahr 2004 erfuhr das Institut eine Erweiterung durch das Sharp Centre for Design, welches vom Architekten Will Alsop in Zusammenarbeit mit dem Büro Robbie/Young + Wright Architects Inc. gestaltet wurde. Die 42,5 Millionen teure Erweiterung wird von einem weißen Quader auf einer 26 Meter hohen Stelzenkonstruktion geprägt. Der Quader beherbergt auf zwei Stockwerken Ausstellungsräume, Hörsäle und Verwaltungsräume des Designzentrums. Neben den quadratischen Fenstern wecken unterschiedlich große schwarze Quadrate den Eindruck, der Baukörper sei durchlöchert.